# Chiesa di San Francesco (Piancastagnaio)
La chiesa di San Francesco è un edificio sacro che si trova a Piancastagnaio.

## Storia e descrizione
Consacrata nel 1278, segue il tipico schema francescano a unica navata coperta a capriate e cappella terminale voltata a crociera. Nel Settecento la navata fu rialzata per ospitare una finta volta. La facciata, preceduta da un portico, presenta caratteri ancora romanici nel rivestimento a conci di pietra ben squadrati.
Sul fianco sinistro della chiesa si trova il chiostro del convento di San Bartolomeo, trasformato in dimora storica perfettamente restaurata dal professor Vittorino Ricci Barbini. Nella controfacciata, affreschi con Storie della vita di San Bernardino, opera di un artista senese della fine del XIV secolo, come una Madonna col Bambino sulla parete sinistra. Dietro il coro ligneo del 1730, altro affresco della seconda metà del Trecento, raffigurante la Strage degli Innocenti.